# Fuselatge

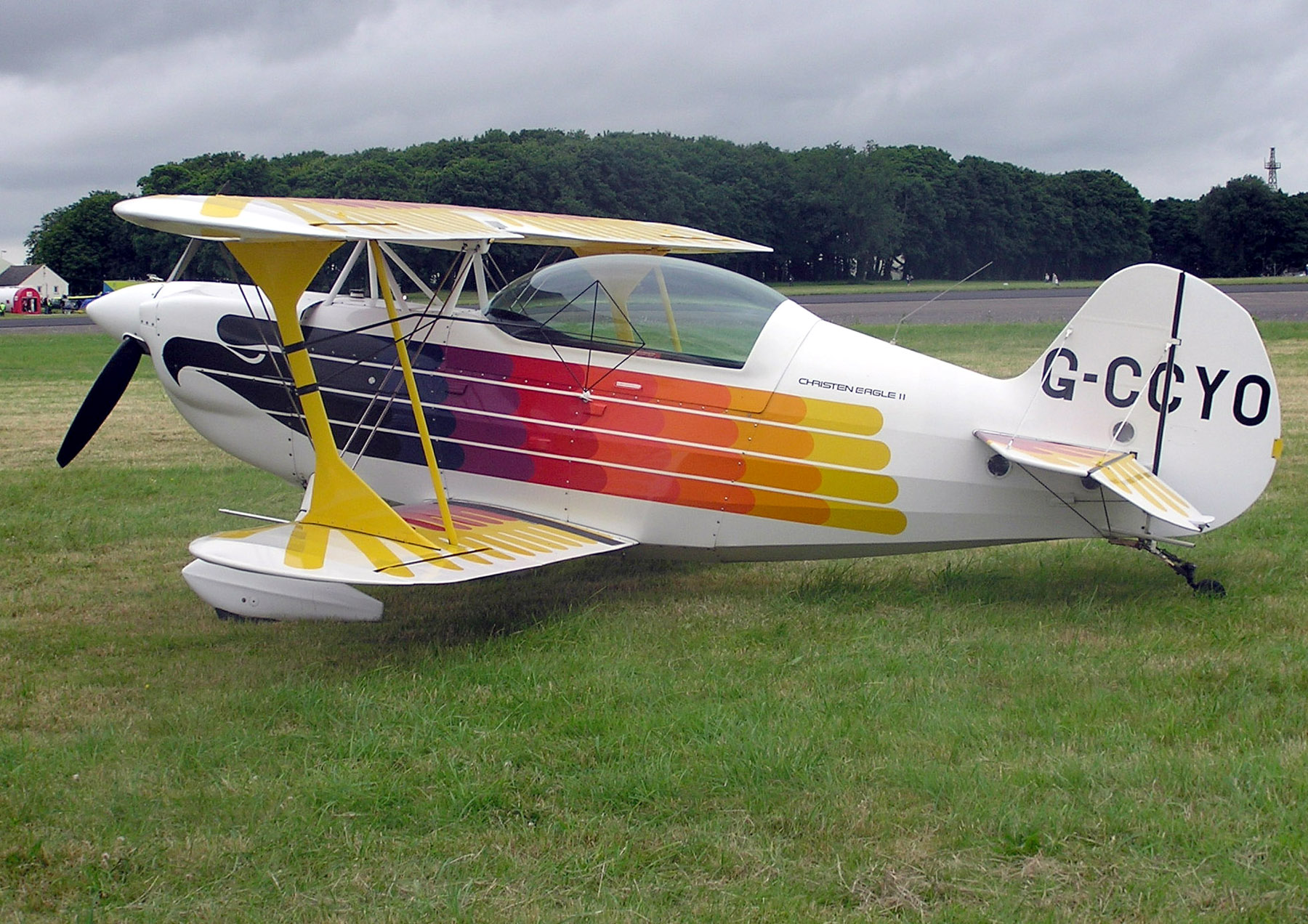
Fuselatge d'un Christen Eagle 2

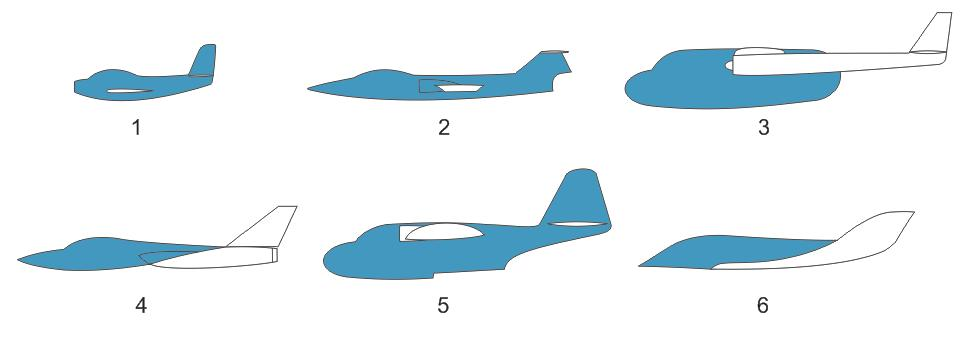
Tipus de fuselatges 1: Per a vol subsònic.
2: Per a vol supersònic de gran velocitat.
3: Per a vol subsònic amb góndola de gran capacitat.
4: Per a vol supersònic de gran maniobrabilitat.
5:Per a hidroavions.
6:Per a vol hipersònic.

El fuselatge o buc (del francès fuselage i aquest de fuseau, fus) és un cos estructural dels avions i planadors de figura fusiforme que suporta les ales, els plans estabilitzadors de cua i el tren d'aterratge i constitueix generalment la part habitable de l'aeronau. La seva forma i disseny es basa en una geometria suau amb poca resistència aerodinàmica i necessitats específiques de l'aeronau de volum o capacitat. En un avió comercial, gran part del volum del fuselatge està dedicat a la cabina de passatgers i la disposició depèn de diferents factors com la duració del vol, els serveis a bord, els accessos a l'avió (portes) les sortides d'emergència, la tripulació auxiliar, etc.